# Corbon, Orne

Corbon este o comună în departamentul Orne, Franța. În 1 ianuarie 2022 avea o populație de 112 de locuitori.